# Luperina birnata
Luperina birnata là một loài bướm đêm trong họ Noctuidae.